# Colobochyla ligata
Colobochyla ligata är en fjärilsart som beskrevs av Lucas 1895. Colobochyla ligata ingår i släktet Colobochyla och familjen nattflyn. Inga underarter finns listade i Catalogue of Life.